# Tokyo incidents vol.1
『tokyo incidents vol.1』（トウキョウ・インシデンツ ボリューム・ワン）は2004年12月8日に発売された東京事変のミュージック・ビデオ集。発売元は東芝EMI/Virgin Music。

## 概要
デビューシングル「群青日和」、2枚目のシングル「遭難」、1作目のアルバム『教育』に続く4ヶ月連続でのリリースとなる。シングル曲2曲にカップリング曲2曲、撮り下ろし作品が1曲、アルバムから1曲が収録され全6曲収録。その他に特典映像としてメイキングやCMが収録されている。なお、タイトルに「〜vol.1」とあるが、「vol.2」と付いた映像作品はリリースされておらず、2作目以降のミュージック・ビデオ集には、それぞれ異なるタイトルが付けられている。
初回限定生産盤はピクチャーレーベル仕様。

## 収録曲
※ミュージック・ビデオの内容は各曲を参照。
1. 群青日和
  - チャプターメニューから選択すると、終わり方が異なる別バージョンが視聴可能である。
2. その淑女ふしだらにつき
  - 以上の2曲は繋げて収録されている。
3. 遭難
  - チャプターメニューから選択すると、各メンバーが2番サビを口パクで歌唱するバージョンが視聴可能である。
4. ダイナマイト
  - チャプターメニューから選択すると、日本語詞字幕付きバージョンが視聴可能である。
  - 以上の2曲は繋げて収録されている。
5. 車屋さん
  - 美空ひばりのカバー曲。
  - 音源は2013年2月27日に完全生産限定で発売されたCD-BOX『Hard Disk』の特典ディスク「Recovery Disc」に収録された。
6. サービス
  - ミュージック・ビデオ撮影以外のメジャーデビュー前のメイキングが収録されている。

| #  | タイトル                   | 作詞 | 作曲・編曲 |
| -- | -------------------------- | ---- | ---------- |
| 1. | 「群青日和」               |      |            |
| 2. | 「その淑女ふしだらにつき」 |      |            |
| 3. | 「遭難」                   |      |            |
| 4. | 「ダイナマイト」           |      |            |
| 5. | 「車屋さん」               |      |            |
| 6. | 「サービス」               |      |            |

| #  | タイトル               | 作詞 | 作曲・編曲 |
| -- | ---------------------- | ---- | ---------- |
| 1. | 「遭難（晝海幹音篇）」 |      |            |
| 2. | 「遭難（H是都M篇）」   |      |            |
| 3. | 「遭難（刄田綴色篇）」 |      |            |
| 4. | 「遭難（亀田誠治篇）」 |      |            |
| 5. | 「making of video」    |      |            |
| 6. | 「群青日和 TV-CF」     |      |            |
| 7. | 「遭難 TV-CF」         |      |            |